# Linia kolejowa nr 368
Linia kolejowa nr 368 Szamotuły – Międzychód – niezelektryfikowana, jednotorowa linia kolejowa znaczenia miejscowego o długości 57,312 km.
Linia kolejowa otwierana etapami w latach 1907/1908. W roku 1995 zawieszono kursowanie pociągów pasażerskich, a w 1996 składów towarowych.

## Przebieg linii
Linia kolejowa nr 368 rozpoczyna się na stacji Szamotuły odchodząc od linii kolejowej nr 351. Na początkowym odcinku biegnie wzdłuż linii 351, a w okolicach przystanku kolejowego Dobrojewo odbija gwałtownie w lewo. Od stacji kolejowej Sieraków Wielkopolski linia biegnie wzdłuż rzeki Warty.
Przebieg linii 368 jest praktycznie równoległy do linii nr 363, która także rozpoczyna się od linii 351 i kończy swój bieg na stacji Międzychód.
Linia przebiega przez powiaty szamotulski i międzychodzki.

## Historia

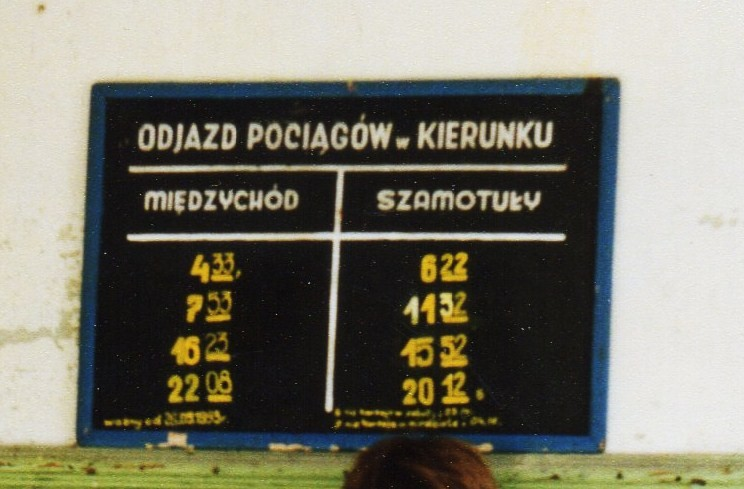
Rozkład w Szczepankowie (1993)

Jako pierwsze, w październiku 1907, do użytku oddano dwa odcinki linii – Szamotuły–Binino oraz Chrzypsko Wielkie–Międzychód. Oddanie do użytku kolejnego fragmentu (Binino–Nojewo) nastąpiło w kwietniu 1908, a po kolejnych dwóch tygodniach ukończony został ostatni odcinek – Nojewo–Chrzypsko Wielkie.
W latach 1977–1978 przeprowadzono gruntowny remont linii, dokonując odbudowy nasypów, wymiany drewnianych podkładów na betonowe oraz wymiany szyn.
W latach 70. ruch pasażerski ze stacji w Sierakowie wynosił nawet 4800 osób miesięcznie, jednak systematycznie malał aż do 3200 osób w roku 1990. Zakończenie przewozów pasażerskich na linii nastąpiło w 1995 roku, natomiast 3 maja 1996 roku zawieszono przewozy towarowe na odcinku od stacji Sieraków Wielkopolski do stacji Szamotuły. W latach późniejszych pociągi towarowe kursowały jedynie z Sierakowa do Międzychodu.
Mimo zawieszenia ruchu na linii była ona w roku 1996 wpisana do wykazu linii kolejowych o państwowym znaczeniu. W wykazie z roku 2000 linia już nie figuruje.
Po roku 2000 na linii okazjonalnie organizowane były przejazdy turystyczne taborem zabytkowym oraz drezynami.
W 2004 roku pojawiły się pierwsze plany przejęcia linii od PKP PLK i uruchomienia na niej przewozów pasażerskich, co jednak nie doszło do skutku. W roku 2012 padła propozycja zbudowania w miejscu linii kolejowej drogi rowerowej, co spotkało się jednak z negatywnymi opiniami mieszkańców. W czerwcu 2012 w Starostwie Powiatowym w Międzychodzie odbyło się spotkanie dotyczące rewitalizacji linii.
W maju 2015 wystosowana została interpelacja do Ministra Infrastruktury i Rozwoju dotycząca zachowania połączenia linii 368 z przygotowywaną do remontu linią kolejową nr 351. Zgodnie z odpowiedzią plany remontowe nie przewidywały zachowania tego połączenia, lecz miało być ono możliwe do odtworzenia w przyszłości, jeśli pojawi się taka konieczność.
W sierpniu 2016 roku na odcinku linii pomiędzy Sierakowem a Lesionkami oferowane były przejazdy drezyną ręczną.
13 lipca 2021 kierowca ciężarówki przejeżdżającej pod wiaduktem przy ul. Poznańskiej w Sierakowie zignorował istniejące ograniczenie wysokości do 3,5 m oraz doprowadził do uderzenia pojazdu w konstrukcję wiaduktu, jej przesunięcia względem osi torów i w efekcie upadku na pojazd i jezdnię.

1 marca 2023 roku ogłoszono przetarg na opracowanie dokumentacji projektowej na rewitalizację linii w ramach programu Kolej Plus z dostosowaniem jej do prędkości 120 km/h, a 29 sierpnia tegoż roku PKP PLK zawarły z BBF umowę na wykonanie dokumentacji projektowej, określającej szczegółowe rozwiązania i wskazującej optymalny zakres prac. Pierwotnie rozważano kilka koncepcji całego przebiegu trasy linii 368, zarówno w starym przebiegu, jak też alternatywnym do Wronek lub do Pniew i dalej linią 363 i do wpięcia się w linię z Poznania do Szczecina w Rokietnicy.

## Parametry techniczne
W 2012 roku znaczna część linii była nieprzejezdna ze względu na zły stan mostu w miejscowości Chrzypsko Małe w kilometrze 27,354 oraz zaasfaltowanie przejazdów na odcinku Szczepankowo – Binino. Ruch pociągów możliwy był jedynie na jej początkowych kilometrach (od –0,720 do 0,733) oraz od stacji Sieraków Wielkopolski aż do jej końca (kilometry od 39,180 do 56,592). Przejezdne odcinki linii posiadały klasę C3.
Na linii w latach 2011/2012 obowiązywały następujące ograniczenia prędkości pociągów:
| Kilometraż | Kilometraż | Prędkość         | Prędkość            |
| od         | do         | pociągi towarowe | pociągi pasażerskie |
| ---------- | ---------- | ---------------- | ------------------- |
| –0,720     | 0,773      | 60               | 60                  |
| 0,773      | 39,180     | 0                | 0                   |
| 39,180     | 56,592     | 50               | 60                  |
|            |            | [ 21 ]           | [ 22 ]              |

W roku 2013 i latach kolejnych ruch na linii dopuszczony był jedynie od kilometra –0,720 do 0,773; na pozostałym odcinku ruch nie był dozwolony.

## Infrastruktura
Nawierzchnia wykonana jest z szyn typu S49 i S42 z lat 1966-1978 ze wstawkami z szyn z lat 1925-1937 na podkładach betonowych z roku 1978.

### Stacje i przystanki
| Kilometr | Nazwa                    | Perony | Krawędzi peronowe | Infrastruktura | Zdjęcie | Przypisy      |
| -------- | ------------------------ | ------ | ----------------- | --- | ------- | ------------- |
| 0,000    | Szamotuły                | 2      | 4                 | Budynek dworca |         | [ 28 ]        |
| 6,191    | Szczepankowo             | 1      | 1                 | Budynek dworca zaadaptowany do innych celów                                                                                   |         | [ 29 ]        |
| 9,431    | Ostroróg                 | 3      | 3                 | Budynek dworca zaadaptowany do innych celów                                                                                   |         | [ 30 ]        |
| 12,256   | Dobrojewo                |        |                   | Budynek dworca rozebrano |         | [ 31 ]        |
| 15,084   | Binino                   |        |                   | Zdewastowany budynek dworca                                                                                                   |         | [ 32 ]        |
|          | Orle (ładownia kolejowa) | 0      | 0                 | W przeszłości jedna bocznica                                                                                                  |         | [ 33 ] [ 3 ]  |
| 21,429   | Nojewo                   | 2      | 3                 | Budynek dworca wyremontowany przez prywatnego właściciela z przeznaczeniem na muzeum, w przeszłości nastawnia i wieża ciśnień |         | [ 34 ] [ 3 ]  |
| 24,456   | Kikowo                   | 1      | 1                 | Zdewastowany budynek dworca                                                                                                   |         | [ 35 ]        |
| 29,679   | Chrzypsko Wielkie        | 2      | 2                 | Budynek stacji (stan dobry)                                                                                                   |         | [ 36 ] [ 37 ] |
| 34,143   | Ryżyn                    |        |                   | Zdewastowany budynek dworca                                                                                                   |         | [ 38 ]        |
| 40,013   | Sieraków Wielkopolski    | 2      | 3                 | Budynek dworca (stan dobry), wieża ciśnień w przeszłości lokomotywownia, bocznica do huty szkła                               |         | [ 39 ] [ 3 ]  |
| 44,079   | Kłosowice                | 1      | 1                 | Wiata przystankowa |         | [ 40 ] [ 3 ]  |
| 49,16    | Zatom Stary              | 2      | 2                 | Budynek dworca zaadaptowany do innych celów                                                                                   |         | [ 41 ]        |
| 53,462   | Międzychód Letnisko      | 2      | 3                 | Budynek dworca zaadaptowany do innych celów w przeszłości kilka zakładowych bocznic kolejowych                                |         | [ 42 ] [ 3 ]  |
| 56,047   | Międzychód               | 3      | 5                 | Budynek dworca |         | [ 43 ]        |